# 小嶋陽菜
小嶋陽菜（日语：／ Kojima Haruna，1988年4月19日—）是日本女藝人、經營者，為女子偶像團體AKB48前成员、以及AKB48衍生團體no3b成員，同時是彩妝雜誌《MAQUIA》專屬模和時尚雜誌《Sweet》常規模特兒，埼玉縣埼玉市出身，所屬經紀公司為Mama & Son。小嶋自AKB48創團以來即為核心成員之一，2017年4月19日正式從AKB48畢業，也是目前AKB48團員中在团时间第四長的成員（僅次於柏木由纪、峯岸南和宮崎美穗），在籍天數4151天。畢業後於時裝界發展，2018年創立服飾品牌「Her lip to」，目前擔任該品牌的營運公司「株式会社heart relation」的CCO。

## 經歷

### AKB入團前
小嶋在小學三年級時，因極喜愛知名女子團體「SPEED」，而前往舞蹈學校學習舞蹈。小學四年級時，報名培育出SPEED的沖繩演藝學校所舉辦的全國徵選，5萬個報名者之中最後剩下10人，小嶋為其中之一，最後獲得特別獎（當時評審之一為其後AKB48的編舞老師牧野安娜）。小學六年級時，小嶋和好友一起報名知名經紀公司星塵傳播旗下的「ANGEL EYES」徵選並成功選上，編號為No.61。其後因好友不想繼續藝能活動，小嶋因而和朋友同進退。
2005年，小嶋偶然間在車站看見AKB48創團的徵選平面廣告，因報名條件為「不需相關經歷、用手機自拍的大頭照」即可報名，自認擅長自拍的小嶋抱著嘗試的心情參加了第一期成員甄選（參加人數7,924人）。

### AKB入團後

#### 2005年－2008年
2005年10月31日，AKB48創團徵選合格，小嶋成為24名第一期生之一，正式加入AKB48。12月8日，與另外20名成為首批成員，在AKB48劇場参与了劇場開幕的演出，當時被編入高橋南、前田敦子、峯岸南、板野友美所屬的Team A分隊，成為AKB創團元老成員之一，初期成員曾歷經一段沒有觀眾的時光，致使當時多位第一期成員因無法兼顧學生身分而相繼離開，但小嶋與其它成員決定留下。2006年2月，單曲《櫻花花瓣》發行，小嶋為主要成員之一，而仍是獨立製作的AKB並未真正走入大眾視野，當時想上節目宣傳單曲曾被電視台拒於門外，主要將重心放在小劇場演出。
同年10月25日，發行單曲《想見你》，正式邁向主流音樂圈，知名度與曝光率初次提升，此曲於其後雖被視為AKB成名代表作，但當時AKB並未真正走紅。2007年7月3日，小嶋與同為初期成員的高橋南、峯岸南移籍尾木製作。7月6日，小嶋初次參與TBS電視台的連續劇《贫穷贵公子》演出。同年年底，以AKB48成員身分，首次在第58回NHK紅白歌合戰中登場，主要是配合時下流行的秋葉原話題之特別企畫，表演時間全長僅一分多鐘。
2008年2月23日，小嶋演出朝日电视台深夜剧《寄物柜的故事》，為初次主演電視劇。9月2日，與高橋南、峯岸南合組子團體「no3b」。10月，AKB48單曲《大聲鑽石》發行，在Oricon公信榜的單曲週榜首次達到最高的第3位，AKB48開始獲得廣泛注目。11月26日，小嶋為成員之一的子團no3b趁勢發行單曲《Relax!》，首週進入Oricon榜第13名。

#### 2009年－2012年
2009年7月8日，於AKB48第13張單曲選拔總選舉「向神發誓，動真格」中獲得第6名。11月6日，发行第一本個人写真集《Kojiharu》。12月31日，以首發的16位AKB48成員之一身分第二次在紅白登場（第60回NHK紅白歌合戰）。
2010年3月，成为TBS电视台節目《有吉AKB共和國》主持人。4月，出任《MAQUIA》雜誌的專屬模特。6月9日，於AKB48第17張單曲選拔總選舉「向母親發誓，這是真的」中獲得第7名，並在9月的AKB48第19張單曲選拔猜拳大會中獲得第3名。
2011年3月15日，发行個人第二本写真集《女孩之神》（女の子の神様）。6月9日，於AKB48第22張單曲選拔總選舉中獲得第6名。9月20日，於AKB48第24張單曲選拔猜拳大會得到前16名，進入選拔媒體組。11月7日，成為《潛龍諜影》HD版代言人。12月8日，擔任資生堂「思波綺」（TSUBAKI）
等多支廣告的代言人，亦與大島優子、板野友美等中心成員分列日本名人廣告代言支數榜前幾名。
2012年6月6日，於AKB48第27張單曲選拔總選舉中獲得第7名。7月，睽違四年再次主演深夜剧《小惠會使用魔法嗎?》。8月24日，於東京巨蛋舉辦的「AKB48 in TOKYO DOME ～1830m的夢想～」演唱會第一天活動末尾的組閣（成員洗牌）公告中，被宣布11月1日自Team A轉到Team B。9月18日，小嶋在AKB48第29張單曲選拔猜拳大會的第3回合中敗給梅田彩佳，首次在猜拳大會中遭淘汰而未能入選AKB48單曲選拔。由於在此之前小嶋是唯一一個自AKB48創團之後就完整參與所有單曲唱片A面曲演唱工作的成員，因此小嶋的落敗等於終結了AKB48全體成員的全勤記錄。

#### 2013年－2017年
2013年1月5日，成为富士電視台賽馬節目《愛賽馬!》的助理主持人。3月17日，就任為家鄉埼玉市觀光宣傳部長（任期至2014年3月止）。6月8日，於AKB48第32張單曲選拔總選舉中獲得第9名。10月30日，在AKB48第33張單曲《真心電流》單獨擔任center（中央位置成員），亦是小嶋首次出任單獨center。12月24日，發行第一本個人寫真書《Kojiharu》，獲得2014年Oricon公信榜上半年寫真集部門的第1名。
2014年1月20日，於梅田Team B的Waiting公演，達成個人「劇場公演600次」的紀錄。2月24日，於「AKB48集團大組閣祭」中宣布所屬隊伍由Team B轉回Team A。6月7日，於AKB48第37張單曲選拔總選舉中獲得第8名，至此，小嶋於所有總選舉皆獲得前10名。9月17日，於「AKB48 Group 猜拳大會2014」中發表入選為第38張單曲選拔成員。
2015年1月25日，於TOKYO DOME CITY HALL舉辦的「AKB48 重溫時間 最佳曲目1035 2015」第五天晚場演唱會上，披露了AKB48第39張單曲《Green Flash》的選拔成員，此張單曲由柏木由紀與小嶋擔任雙Center。3月24日，發行個人寫真集《要怎樣？》（どうする？），連續五週獲得Oricon寫真集排行榜第一位，也獲得2015年上半年寫真集部門的第1名，發行量超過17萬本。3月，亦宣布不參加「AKB48第41張單曲選拔總選舉」。
2016年3月，表示不參加AKB48第45張單曲選拔總選舉。4月13日抵達臺灣，並於15日舉辦慶生握手會。同月，東京電視台宣布由小嶋主持新電視節目《小嶋陽菜でございます！》，亦是小嶋個人首個冠名節目。6月18日，在AKB48第45張單曲選拔總選舉中以娘娘假面名義得到40,071票，得名16位；同時宣布將從AKB48畢業，具體時間未定。10月22日，在SHOWROOM的直播節目中宣布，將於2017年2月22日在國立代代木競技場第一體育館舉辦畢業演唱會。11月21日，她親自策劃的AKB48劇場公演《小嶋陽菜「好感度爆表」》初日公演正式登場（最終公演為2017年4月13日）。12月29日，開設個人官方網站。
2017年2月，小嶋親自策劃的快閃店「22;market」在阪急梅田本店、Laforet原宿、名古屋PARCO期間限定開幕。2月21日，在國立代代木競技場第一體育館舉行的畢業演唱會「小嶋祭」前夜祭上宣布，將於自己29歲生日當天，也就是4月19日，在AKB48劇場舉行畢業公演。2月22日，於代代木第一体育館舉行畢業演唱會「小嶋祭〜小嶋陽菜感謝祭〜」。3月31日，作為AKB48成員最後一次參加朝日電視台音樂節目《Music Station》時，由她親自構思的曲目與演出「小嶋陽菜製作 畢業混合組曲」由AKB48集團共118名成員一同演出。4月19日，於AKB48劇場舉行畢業公演「KOJIMA FINAL COUNTDOWN 3rd 小嶋陽菜 畢業公演」，正式從AKB48畢業，結束了11年的活動。9月5日，在SHOWROOM節目中宣布與「Mama&Son」締結業務提攜關係。

### 2018年至今
2018年6月20日，推出由自己企劃與製作的時尚品牌「Her lip to」，並於同日開始在網絡上販售。
2019年5月6日，開設個人YouTube頻道「HARUNA KOJIMA’s cat nap」開設
2020年1月22日，小嶋與戶高純共同創立了「株式会社heart relation」。此後，她不僅擔任品牌「Her lip to」的創意總監，參與商品企劃與創意製作，還全面負責品牌的整體營運。
2022年2月22日，小嶋就任株式会社heart relation的代表董事CCO（首席創意總監），安倉知弘則就任代表董事CEO。
2024年8月16日，「株式会社yutori」以公司評價金額33億日圓取得「株式会社heart relation」51%的股份，並將其納為子公司。在收購前，小嶋持有79.50%的股份。10月28日，睽違九年發行個人寫真集《可能吧》（かもしれない）。

## 人物

### 家庭背景
- 父親為高中教師，母親為家庭主婦，有一個弟弟[65]。參加AKB48創團徵選前，母親與小嶋一起到卡拉OK練習，並由母親決定徵選當天的應試曲目。
- 名字由來是「春天出生的女孩子」，陽菜「Haruna」即是「春天 haru」與「女 onna」的併稱[7]。

### 特徵軼事
- 性格「自我步調」，發言天然系，曾被形容像是活在自己的世界。
- 自言一輩子都沒剪過短髮、之後亦不想剪短。頭髮最短時期是出生時。自小即愛化妝[7]。
- 興趣為購物、跟朋友喝茶、發呆。是足球迷，埼玉浦和紅寶石隊的忠實球迷，亦是美國影集《陰屍路》及《Gossip Girl》的忠实Fans，后来也因此成为《Gossip Girl》第四季日本区的代言大使。養有四隻紅貴賓犬—小肉桂，小楓（目前在埼玉縣老家）和兔子、耳朵（兩隻合稱うさみみ，目前在東京小嶋住處）。2016年起開始養蘇格蘭摺耳貓，取名為「けむしちゃん」（小毛蟲），並為其開設專屬Instagram帳號。
- 非常喜歡女偶像藝人，是早安家族的忠實歌迷，所有的歌都喜歡，學生時期常在學校走廊和同學唱跳她們的歌，成為AKB中心成員之後仍愛聽「早安少女組。」的歌，參加AKB創團徵選時，資料的「專長欄」填寫的是「模仿加護亞依」。喜歡熊井友理奈、高橋愛、道重沙由美和龜井繪里等。另外也喜歡日本女子團體Idoling!!!，尤其是橫山ルリカ。受知名女子團體「SPEED」及「EARTH（日语：EARTH）」影響深。
- 患有敏感性牙齒（日语：象牙質知覚過敏症）[66]。極度運動神經欠缺，身體十分僵硬，曾经在節目中運動能力測試中，身體年齡被判定爲95歲[67]。不过本人笑言：「但是我還活得好好的，沒關係」。但極少生病，一年最多感冒一次。
- 高中毕业前留级一年，原因是体育考试时穿错鞋子[68]。
- 一般被认为没有特技，但其实在星塵傳播时代有过表演腹语的經驗，但本人在加入AKB48后从来不提。
- 擔任日本中央競馬會代言人時被AKB團員篠田麻里子指出，小嶋只要看馬報的馬匹名字和賽馬騎師衣服顏色，多能猜中當天勝出的馬匹[69]。
- 受父親的影響，喜愛《去吧！稻中桌球社》。
- 性格有點怕生，對擔任受矚目的主角位置興趣不大，認為自己較適合配角的位置。

### AKB48相關
- 小嶋是AKB48的創團第一期生和最早的成员之一，从AKB48成立至今一直是知名度名列前茅的成員。在AKB48第24张单曲选拔猜拳大会之后小嶋成為AKB48全體成員之中唯一參與全部单曲选拔记录的成员，此記錄一直到2012年的第29張單曲選拔猜拳大會才因小嶋落敗而终结。從AKB獨立製作時代的單曲《櫻花花瓣》到2012年10月發行的單曲《UZA》，小嶋連續參與了一共30張單曲唱片的演唱[25]。與大島優子、板野友美、高橋南、篠田麻里子、渡邊麻友和前田敦子為AKB48的元神七。
- 雖是創團成員，但不愛站在醒目的位子，想成為團中center的意願極低，表示「壓力會很大。如果可以的話讓其他想當center的成員擔任就好」。
- 初加入AKB48時曾顧慮外公的感受而隱瞞了事實，後來外公在電視看到了陽菜也有所懷疑，當時僅被家人告知是“同名同姓”而加以隐瞒。直到2010年8月小嶋在電視上被問到「現在想向誰傳達謝意？」時，回答：「歐吉醬，AKB的小嶋陽菜正是外公您的外孫女，一直隱瞞著這事，向您道歉」。[70]
- 出道以來一直使用的劇場公演自介詞為「我來自埼玉縣。是暱稱Kojiharu的小嶋陽菜。」（埼玉県から来ました。こじはること小嶋陽菜です）。2016年11月，於個人公演上表示雖出生於琦玉，但其實自己多在澀谷區和港區生活。正式暱稱是（Kojiharu），其他使用的较多的暱稱是（NyanNyan）。
- 畢業前為所有現役成員中的第一年長者，與AKB48前成员秋元才加、大島優子同龄。因此AKB成員外出吃飯時，除非總監督高橋南在場，多數皆是小嶋買單。
- 因臉蛋和身材，被公认為「正统派美女」，曾被评为AKB48外貌最治愈的成员，前田敦子称其为「AKB48の美人代表」 [71]。AKB48與姊妹團舉行的投票中，「來生最想變成哪一個成員？」，小嶋為最高票。
- 在AKB48相關的許多綜藝节目中雖然常被定位为天然呆的形象，但剧场经理人户贺崎智信评价：「怕生、自我步调，平时一副少根筋的样子，在需要认真的场合会十分严谨。」[72]。AKB48創團初期常被輿論揶揄是「露底褲軍團」，觀眾亦不關心表演內容，即便初次登場紅白歌合戰，多數成員亦為此而不甘心落淚；但小嶋不甚在意，當時表示「AKB48還不是很紅，所以能上紅白已經是一大進步」。
- 關係最好的成員爲畢業生駒谷仁美。與初期成員的感情都相當要好，如大島優子、高橋南、峯岸南、篠田麻里子、板野友美、前田敦子等人。
- 2015年9月16日，在「第六屆AKB48家族猜拳大會」中，小嶋陽菜與同姓氏的小嶋真子在第一回合為猜拳對手，小嶋菜月則登場擔任小嶋真子的加油者，三人約定最終猜拳勝利者獨占「小嶋」此姓氏一週，其他兩人禁用，最後由小嶋陽菜勝出。為了履行賭注，除了小嶋陽菜，其他兩人的官方及所有相關網站、個人社群帳號名稱、AKB48劇場照片等，即刻刪除姓氏[73]。

## 音樂作品
- 標註「★」符號者表示該首歌曲有拍攝MV

### 單曲CD
AKB48名義
|          | 發行日期       | 單曲名稱                            | 參與歌曲名稱                        | 名義            | 收錄於               | MV | 備註                 |
| -------- | -------------- | ----------------------------------- | ----------------------------------- | --------------- | -------------------- | -- | -------------------- |
| 獨立製作 |                |                                     |                                     |                 |                      |    |                      |
| 01st     | 2006年02月01日 | 櫻花花瓣                            | 櫻花花瓣                            |                 |                      | ★  | A面曲 出道作品       |
| 01st     | 2006年02月01日 | 櫻花花瓣                            | Dear my teacher                     | Team A          |                      |    |                      |
| 02nd     | 2006年06月07日 | 裙襬飄飄                            | 裙襬飄飄                            |                 |                      | ★  | A面曲                |
| 02nd     | 2006年06月07日 | 裙襬飄飄                            | 留在藍天                            | Team A          |                      |    |                      |
| 主流市場 |                |                                     |                                     |                 |                      |    |                      |
| 01st     | 2006年10月25日 | 好想見你                            | 好想見你                            |                 | 全版本               | ★  | A面曲                |
| 01st     | 2006年10月25日 | 好想見你                            | 但是…                               | Team A          | 全版本               |    |                      |
| 02nd     | 2007年01月31日 | 制服真礙事                          | 制服真礙事                          |                 | 全版本               | ★  | A面曲                |
| 03rd     | 2007年04月18日 | 曾不屑一顧的愛情                    | 曾不屑一顧的愛情                    |                 | 全版本               | ★  | A面曲                |
| 03rd     | 2007年04月18日 | 曾不屑一顧的愛情                    | 賣淚之少女                          |                 | 全版本               |    |                      |
| 04th     | 2007年07月18日 | BINGO!                              | BINGO!                              |                 | 全版本               | ★  | A面曲                |
| 04th     | 2007年07月18日 | BINGO!                              | Only today                          | Team A          | 全版本               |    |                      |
| 05th     | 2007年08月08日 | 我的太陽                            | 我的太陽                            |                 | 全版本               | ★  | A面曲                |
| 05th     | 2007年08月08日 | 我的太陽                            | 未來的果實                          |                 | 全版本               |    |                      |
| 06th     | 2007年10月31日 | 妳正在看著夕陽嗎?                   | 妳正在看著夕陽嗎?                   |                 | 全版本               | ★  | A面曲 首次擔任center |
| 06th     | 2007年10月31日 | 妳正在看著夕陽嗎?                   | Viva! Hurricane                     | 向日葵組        | 全版本               |    |                      |
| 07th     | 2008年01月23日 | 浪漫、不需要                        | 浪漫、不需要                        |                 | 全版本               | ★  | A面曲 center         |
| 07th     | 2008年01月23日 | 浪漫、不需要                        | 愛的毛巾                            | 向日葵組        | 全版本               |    |                      |
| 08th     | 2008年02月27日 | 櫻花花瓣2008                        | 櫻花花瓣2008                        |                 | 全版本               | ★  | A面曲                |
| 08th     | 2008年02月27日 | 櫻花花瓣2008                        | 最後的制服                          |                 | 全版本               |    | center               |
| 09th     | 2008年06月13日 | Baby! Baby! Baby!                   | Baby! Baby! Baby!                   |                 | 全版本               | ★  | A面曲                |
| 09th     | 2008年06月13日 | Baby! Baby! Baby!                   | 不要讓夢想死去                      |                 | Napster              |    |                      |
| 10th     | 2008年10月22日 | 大聲鑽石                            | 大聲鑽石                            |                 | 全版本               | ★  | A面曲                |
| 10th     | 2008年10月22日 | 大聲鑽石                            | 109                                 | Team A          | 全版本               |    |                      |
| 11th     | 2009年03月04日 | 10年櫻                              | 10年櫻                              |                 | 全版本               | ★  | A面曲                |
| 11th     | 2009年03月04日 | 10年櫻                              | 在櫻花色的天空之下                  |                 | 全版本               |    |                      |
| 12th     | 2009年06月24日 | 驚喜的淚水!                         | 驚喜的淚水!                         |                 | 全版本               | ★  | A面曲                |
| 13th     | 2009年08月26日 | Maybe是藉口                         | Maybe是藉口                         |                 | 全版本               | ★  | A面曲                |
| 14th     | 2009年10月21日 | RIVER                               | RIVER                               |                 | 全版本               | ★  | A面曲                |
| 15th     | 2010年02月17日 | 櫻花印記                            | 櫻花印記                            |                 | 全版本               | ★  | A面曲                |
| 15th     | 2010年02月17日 | 櫻花印記                            | 真假搖滾                            |                 | 全版本               | ★  |                      |
| 16th     | 2010年05月26日 | 馬尾與髮圈                          | 馬尾與髮圈                          |                 | 全版本               | ★  | A面曲                |
| 16th     | 2010年05月26日 | 馬尾與髮圈                          | 馬路須加學園頂尖藍調                |                 | Type-B 劇場盤        | ★  |                      |
| 17th     | 2010年08月18日 | 無限重播                            | 無限重播                            |                 | 全版本               | ★  | A面曲                |
| 17th     | 2010年08月18日 | 無限重播                            | 蔬菜姊妹                            | 蔬菜姊妹        | Type-A 劇場盤        | ★  |                      |
| 17th     | 2010年08月18日 | 無限重播                            | Lucky Seven                         |                 | Type-B 劇場盤        | ★  |                      |
| 18th     | 2010年10月27日 | Beginner                            | Beginner                            |                 | 全版本               | ★  | A面曲                |
| 19th     | 2011年12月08日 | 機會的順序                          | 機會的順序                          |                 | 全版本               | ★  | A面曲                |
| 19th     | 2011年12月08日 | 機會的順序                          | 預約的聖誕節                        |                 | 全版本               | ★  |                      |
| 19th     | 2011年12月08日 | 機會的順序                          | 與核桃對話                          | Team A          | Type-A               | ★  |                      |
| 20th     | 2011年02月16日 | 變成櫻花樹                          | 變成櫻花樹                          |                 | 全版本               | ★  | A面曲                |
|          | 2011年04月01日 | 為了誰 -What can I do for someone?- | 為了誰 -What can I do for someone?- |                 |                      | ★  |                      |
| 21st     | 2011年05月25日 | Everyday、髮箍                      | Everyday、髮箍                      |                 | 全版本               | ★  | A面曲                |
| 21st     | 2011年05月25日 | Everyday、髮箍                      | 現在開始 Wonderland                 |                 | 全版本               | ★  |                      |
| 21st     | 2011年05月25日 | Everyday、髮箍                      | 鬥魂                                |                 | Type-A               | ★  |                      |
| 22nd     | 2011年08月24日 | 飛翔入手                            | 飛翔入手                            |                 | 全版本               | ★  | A面曲                |
| 22nd     | 2011年08月24日 | 飛翔入手                            | 不知不覺的青春                      |                 | Type-A               | ★  |                      |
| 22nd     | 2011年08月24日 | 飛翔入手                            | 野菜占卜                            | 蔬菜姊妹2011    | 劇場盤               |    |                      |
| 23rd     | 2011年10月26日 | 風正在吹                            | 風正在吹                            |                 | 全版本               | ★  | A面曲                |
| 24th     | 2011年12月07日 | 崇尚麻里子                          | 崇尚麻里子                          |                 | 全版本               | ★  | A面曲                |
| 24th     | 2011年12月07日 | 崇尚麻里子                          | 耶誕夜                              |                 | 全版本               | ★  |                      |
| 24th     | 2011年12月07日 | 崇尚麻里子                          | 鄰人不受傷                          | Team A          | Type-A               | ★  |                      |
| 25th     | 2012年02月15日 | GIVE ME FIVE!                       | GIVE ME FIVE!                       |                 | 全版本               | ★  | A面曲                |
| 25th     | 2012年02月15日 | GIVE ME FIVE!                       | 牧羊人之旅                          | Special Girls B | Type-B               | ★  |                      |
| 26th     | 2012年05月23日 | 仲夏的Sounds good!                  | 仲夏的Sounds good!                  |                 | 全版本               | ★  | A面曲                |
| 27th     | 2012年08月29日 | 格子花紋                            | 格子花紋                            |                 | 全版本               | ★  | A面曲                |
| 27th     | 2012年08月29日 | 格子花紋                            | 夢河                                |                 | Type-A 劇場盤        | ★  |                      |
| 28th     | 2012年10月31日 | UZA                                 | UZA                                 |                 | 全版本               | ★  | A面曲                |
| 28th     | 2012年10月31日 | UZA                                 | 不是正義使者的英雄                  | Team B          | Type-B               | ★  |                      |
| 29th     | 2012年12月05日 | 永遠的壓力                          | 最特別的耶誕節                      |                 | 全版本               | ★  |                      |
| 29th     | 2012年12月05日 | 永遠的壓力                          | 比永遠更長久                        | OKL48           | Type-D               | ★  |                      |
| 30th     | 2013年02月20日 | So long!                            | So long!                            |                 | 全版本               | ★  | A面曲                |
| 30th     | 2013年02月20日 | So long!                            | 怎麼會在那裡踩到狗屎？              | Team B          | Type-B               | ★  |                      |
| 31st     | 2013年05月22日 | 再見自由式                          | 再見自由式                          |                 | 全版本               | ★  | A面曲                |
| 31st     | 2013年05月22日 | 再見自由式                          | 浪漫手槍                            | Team B          | Type-B               | ★  |                      |
| 31st     | 2013年05月22日 | 再見自由式                          | Haste和Waste                        | BKA48           | Type-B               | ★  |                      |
| 32nd     | 2013年08月21日 | 戀愛的幸運餅乾                      | 戀愛的幸運餅乾                      |                 | 全版本               | ★  | A面曲                |
| 32nd     | 2013年08月21日 | 戀愛的幸運餅乾                      | 最後一扇門                          |                 | Type-B               | ★  |                      |
| 32nd     | 2013年08月21日 | 戀愛的幸運餅乾                      | 不是因為眼淚                        |                 | Type-B               | ★  |                      |
| 33rd     | 2013年10月30日 | 真心電流                            | 真心電流                            |                 | 全版本               | ★  | A面曲 Center         |
| 33rd     | 2013年10月30日 | 真心電流                            | Tiny T-shirt                        | Team B          | Type-B               | ★  |                      |
| 34th     | 2013年12月11日 | 倘若在梧桐樹什麼的                  | Mosh&Dive                           |                 | 全版本               | ★  |                      |
| 34th     | 2013年12月11日 | 倘若在梧桐樹什麼的                  | Party is over                       | AKB48           | Type-A               | ★  |                      |
| 35th     | 2014年02月26日 | 勇往直前                            | 勇往直前                            |                 | 全版本               | ★  | A面曲                |
| 36th     | 2014年05月21日 | 拉布拉多獵犬                        | 拉布拉多獵犬                        |                 | 全版本               | ★  | A面曲                |
| 36th     | 2014年05月21日 | 拉布拉多獵犬                        | 只到今天的旋律                      |                 | 全版本               | ★  |                      |
| 36th     | 2014年05月21日 | 拉布拉多獵犬                        | 你如此任性                          | Team A          | Type-A               | ★  |                      |
| 36th     | 2014年05月21日 | 拉布拉多獵犬                        | 2人一定在交往                       |                 | 劇場盤               |    | 与北川謙二对唱       |
| 37th     | 2014年08月27日 | 心意告示牌                          | 心意告示牌                          |                 | 全版本               | ★  | A面曲                |
| 38th     | 2014年11月26日 | 希望無限                            | 希望無限                            |                 | 全版本               | ★  | A面曲                |
| 38th     | 2014年11月26日 | 希望無限                            | 順從的Slave                         | Team A          | Type-A               | ★  | center               |
| 38th     | 2014年11月26日 | 希望無限                            | 風的螺旋                            | 小嶋坂46        | Type-D               | ★  | center               |
| 39th     | 2015年03月04日 | Green Flash                         | Green Flash                         |                 | 全版本               | ★  | A面曲 Center         |
| 39th     | 2015年03月04日 | Green Flash                         | 來真的嗎Fight                       |                 | Type-A               | ★  |                      |
| 39th     | 2015年03月04日 | Green Flash                         | 春光 靠近的夏日                     | AKB48           | Type-A               | ★  |                      |
| 39th     | 2015年03月04日 | Green Flash                         | 鞋與傘的故事                        |                 | Type-N 劇場盤        | ★  | center               |
| 40th     | 2015年05月20日 | 我們不戰鬥                          | 我們不戰鬥                          |                 | 全版本               | ★  | A面曲                |
| 40th     | 2015年05月20日 | 我們不戰鬥                          | 你的第二章                          |                 | Type-D               | ★  |                      |
| 41st     | 2015年08月26日 | Halloween Night                     | 一步目音頭                          |                 | Type-C               | ★  |                      |
| 42nd     | 2015年12月09日 | 紅唇Be My Baby                      | 紅唇Be My Baby                      |                 | 全版本               | ★  | A面曲                |
| 42nd     | 2015年12月09日 | 紅唇Be My Baby                      | 365天的紙飛機                       |                 | 全版本               | ★  |                      |
| 42nd     | 2015年12月09日 | 紅唇Be My Baby                      | 溫柔的place                         | Team A          | Type-A               | ★  |                      |
| 42nd     | 2015年12月09日 | 紅唇Be My Baby                      | 鼓勵的話                            |                 | Type-D               | ★  |                      |
| 43nd     | 2016年03月09日 | 你就是旋律                          | 你就是旋律                          |                 | 全版本               | ★  | A面曲                |
| 43nd     | 2016年03月09日 | 你就是旋律                          | 混和體                              | 乃木坂AKB       | Type-E               | ★  | Center               |
| 43nd     | 2016年03月09日 | 你就是旋律                          | 獻給M.T.                            | Team A          | 劇場盤               |    | Center               |
| 44th     | 2016年06月01日 | 不需要翅膀                          | 不需要翅膀                          |                 | 全版本               | ★  | A面曲                |
| 44th     | 2016年06月01日 | 不需要翅膀                          | Set me free                         | Team A          | Type-A Type-B        | ★  |                      |
| 45th     | 2016年08月31日 | LOVE TRIP/分享幸福                  | LOVE TRIP                           |                 | 全版本               | ★  | A面曲                |
| 45th     | 2016年08月31日 | LOVE TRIP/分享幸福                  | 分享幸福                            |                 | 全版本               | ★  | A面曲                |
| 46th     | 2016年11月16日 | High Tension                        | High Tension                        |                 | 全版本               | ★  | A面曲                |
| 47th     | 2017年03月15日 | Shoot Sign                          | Shoot Sign                          |                 | 全版本               | ★  | A面曲 Center         |
| 47th     | 2017年03月15日 | Shoot Sign                          | 悄悄的…                             |                 | Type-A、B、C及劇場盤 | ★  | 独唱畢業曲           |
| 66th     | 2025年08月13日 | Oh my pumpkin!                      | Oh my pumpkin!                      |                 | 全版本               | ★  | A面曲                |

### Team Surprise公演單曲
重力共鳴公演
| 公演 | 發行日期       | 公演曲             | 演唱成員                                                                    | MV | 備註 |
| ---- | -------------- | ------------------ | --------------------------------------------------------------------------- | -- | ---- |
| M01  | 2012年09月12日 | 重力共鳴           | Team Surprise                                                               | ★  |      |
| M06  | 2012年10月10日 | 1994年的雷鳴       | 小嶋陽菜、篠田麻里子 高橋南、板野友美、大島優子                             | ★  |      |
| M07  | 2012年10月17日 | 回憶越來越難       | 小嶋陽菜、前田敦子                                                          | ★  |      |
| M11  | 2012年11月10日 | 出發的時機         | Team Surprise                                                               | ★  |      |
| M12  | 2012年11月17日 | AKB慶典            | Team Surprise                                                               | ★  |      |
| M13  | 2013年07月16日 | 你比想像中的更……   | Team Surprise                                                               | ★  |      |
| M16  | 2013年08月31日 | 女神在哪裡微笑著？ | 高城亞樹、北原里英、板野友美、渡邊麻友 大島優子、小嶋陽菜、宮澤佐江、峯岸南 | ★  |      |

玫瑰的儀式公演
| 公演 | 發行日期       | 公演曲         | 演唱成員                                                                    | MV | 備註 |
| ---- | -------------- | -------------- | --------------------------------------------------------------------------- | -- | ---- |
| M01  | 2014年09月06日 | 眼中倒映的未來 | Team Surprise                                                               | ★  |      |
| M02  | 2014年09月06日 | Hungry Lion    | 高城亜樹、篠田麻里子、大島優子、小嶋陽菜                                    | ★  |      |
| M05  | 2014年09月27日 | 把愛揉成一團   | 柏木由紀、小嶋陽菜、橫山由依                                                | ★  |      |
| M12  | 2014年11月15日 | 玫瑰的儀式     | Team Surprise                                                               | ★  |      |
| M13  | 2015年11月02日 | 美麗的狩獵     | Team Surprise                                                               | ★  |      |
| M15  | 2015年11月21日 | 愛之川         | 大島優子、渡邊麻友、柏木由紀、高橋南 篠田麻里子、小嶋陽菜、板野友美、峯岸南 | ★  |      |

### 其他歌曲
| 發行日期       | CD名稱                    | 參與歌曲名稱 | 名義                   | 收錄於   | MV | 備註                                                                  |
| -------------- | ------------------------- | ------------ | ---------------------- | -------- | -- | --------------------------------------------------------------------- |
| 2009年04月01日 | 啾一個！                  | 啾一個！     | AKB IDOLING!!!         | 全版本   | ★  | 由AKB48和IDOLING!!!組成，是以雙方 各自挑選8人並組合成16人的形式呈現。 |
| 2009年04月01日 | 啾一個！                  | 迷人期之歌   | AKB48                  | 全版本   |    |                                                                       |
| 2010年07月21日 | 心之羽根                  | 心之羽根！   | Team Dragon from AKB48 | 全版本   | ★  |                                                                       |
| 2010年07月21日 | 心之羽根                  | 世界中之雨   | Team Dragon from AKB48 | 全版本   | ★  |                                                                       |
| 2012年10月30日 | 《無敵破壞王》 電影原聲帶 | Sugar Rush   | AKB48                  |          | ★  | 《無敵破壞王》在全球市場放映時的片尾曲                                |
| 2014年12月24日 | 與其溫柔不如給我一個吻    | 微弱春風     |                        | 全版本   | ★  | 渡邊美優紀猜拳大會solo單曲的C/W曲 Center                              |
| 2015年1月7日   | 透明色                    | 倾斜         | 小嶋坂46               | 除Type-C |    | Center                                                                |

### 專輯CD
AKB48名義
|      | 發行日期       | 專輯名稱                     | 參與歌曲名稱            | 名義                    | 收錄於          | 備註           |
| ---- | -------------- | ---------------------------- | ----------------------- | ----------------------- | --------------- | -------------- |
| 02nd | 2010年04月07日 | 神曲集                       | Baby! Baby! Baby! Baby! |                         | 全版本          |                |
| 02nd | 2010年04月07日 | 神曲集                       | 你與彩虹與太陽          |                         | 通常盤          |                |
| 03rd | 2011年06月08日 | 就是在這裡                   | 少女們                  |                         | 全版本          |                |
| 03rd | 2011年06月08日 | 就是在這裡                   | Overtake                | Team A                  | 全版本          |                |
| 03rd | 2011年06月08日 | 就是在這裡                   | 適可而止的建議          |                         | 全版本          |                |
| 03rd | 2011年06月08日 | 就是在這裡                   | 就是在這裡              | AKB48+SKE48+SDN48+NMB48 | 全版本          |                |
| 04th | 2012年08月15日 | 1830m                        | First Rabbit            |                         | 全版本          |                |
| 04th | 2012年08月15日 | 1830m                        | Hate                    | Team A                  | 全版本          |                |
| 04th | 2012年08月15日 | 1830m                        | 不怕聲名狼藉！          |                         | 全版本          |                |
| 04th | 2012年08月15日 | 1830m                        | 珍貴的時間              |                         | 通常盤          |                |
| 04th | 2012年08月15日 | 1830m                        | 慢走                    |                         | 通常盤          |                |
| 04th | 2012年08月15日 | 1830m                        | 藍天 不會寂寞嗎？       | AKB48+SKE48+NMB48+HKT48 | 全版本          |                |
| 05th | 2014年01月22日 | 未來軌跡                     | After Rain              |                         | Type-A          |                |
| 05th | 2014年01月22日 | 未來軌跡                     | 因為剛淋了浴            |                         | Type-A          | Center         |
| 05th | 2014年01月22日 | 未來軌跡                     | 我會努力                |                         | Type-A          |                |
| 05th | 2014年01月22日 | 未來軌跡                     | 悲傷的近距離戀愛        | Team B                  | Type-B          |                |
| 06th | 2015年01月21日 | 這裡是羅德斯島、在這裡跳吧！ | 愛的存在                |                         | 全版本          |                |
| 06th | 2015年01月21日 | 這裡是羅德斯島、在這裡跳吧！ | Oh! Baby!               | Team A                  | Type-A          | Center         |
| 06th | 2015年01月21日 | 這裡是羅德斯島、在這裡跳吧！ | 第7次的「悲慘世界」     |                         | Type-A          | Solo           |
| 07th | 2015年11月18日 | 0與1之間                     | 那時候、喜歡的人        |                         | NO.1 SINGLES    | 与橫山由依对唱 |
| 07th | 2015年11月18日 | 0與1之間                     | Clap                    | Team A                  | MILLION SINGLES |                |
| 08th | 2017年01月25日 | 點時成菁                     | 那天的自己              |                         | 全版本          |                |
| 08th | 2017年01月25日 | 點時成菁                     | 生日TANGO               |                         | Type-A          | Center         |

### 劇場公演分組曲
| 公演名稱                                 | 參與歌曲名稱        | 備註           |
| ---------------------------------------- | ------------------- | -------------- |
| 元Team A時期                             |                     |                |
| Team A 1st Stage「PARTY開始了」公演      | 裙襬飄飄            | 1st unit       |
| Team A 1st Stage「PARTY開始了」公演      | 接吻不行唷          | 2nd unit       |
| Team A 2nd Stage「想見你」公演           | 淚之湘南            | 渡邊志穂的代演 |
| Team A 2nd Stage「想見你」公演           | 戀愛計劃            | Center         |
| Team A 2nd Stage「想見你」公演           | 從背後緊緊相擁      | Center         |
| Team A 2nd Stage「想見你」公演           | 里約的革命          |                |
| Team A 3rd Stage「為了誰」公演           | 海市蜃樓            |                |
| Team A 3rd Stage「為了誰」公演           | 制服真礙事          |                |
| Team A 4th Stage「正在戀愛中」公演       | 純愛的漸強音        |                |
| 向日葵組 1st Stage「我的太陽」公演       | 我 朱麗葉與雲霄飛車 |                |
| 向日葵組 2nd Stage「不要讓夢想死去」公演 | Bye Bye Bye         | Center         |
| Team A 5th Stage「戀愛禁止條例」公演     | 心型病毒            | Center         |
| THEATER G-ROSSO「不要讓夢想死去」公演    | Bye Bye Bye         | Center         |
| 高橋Team A時期                           |                     |                |
| Team A 6th Stage「目擊者」公演           | ☆之彼方             | Center         |
| 梅田Team B時期                           |                     |                |
| Team B「Waiting」公演                    | 如能被你緊擁        | Center         |
| 高橋Team A時期                           |                     |                |
| Team A「戀愛禁止條例」公演               | 黒色天使            | Center         |
| Team A「戀愛禁止條例」公演               | 心型病毒            | 島崎遥香的代演 |
| 橫山Team A時期                           |                     |                |
| Team A 7th Stage「獻給M.T.」公演         | 改變的日程表        |                |

## 戲劇作品

### 電視劇
- 貧窮貴公子（2007年7月6日－9月14日，TBS電視台）：飾演 臼井琴音
- 另一頭象的背部（日语：もうひとつの象の背中） 第2集「女友達」（2007年10月20日，朝日電視台）：飾演 奈美
- 女警狀況外第2集（2007年10月25日，TBS）：飾演 少女A
- 寄物櫃的故事（日语：コインロッカー物語）（2008年2月23日－3月15日，朝日電視台）：飾演 葉山未來（主演）
- 荒唐的恋爱（日语：無理な恋愛）（2008年4月8日－6月17日 ，關西電視台）：飾演 小川朝子
- 極道鮮師 第三季 第6集 （2008年5月24日，日本電視台）：飾演 藤村早希
- 康子與健兒（2008年7月12日，日本電視台）：飾演 真行寺ひよこ
- Men☆dol 〜帥男偶像〜（2008年10月10日－12月26日，東京電視台）：飾演 （主演）
- 我的帥管家（2009年1月13日－3月17日，富士電視台）：飾演 竹之宮奈央
- 马路须加学园（2010年1月8日－3月26日，東京電視台）：飾演 鳥居
- 毛骨悚然撞鬼經驗  夏之特別篇2010 AKB48 淨靈全過程特別篇《穿雨衣的女人》（2010年8月24日，富士電視台） ：飾演 小嶋陽菜（本人）
- 來自櫻花的信 ～AKB48 各自的畢業故事～（2011年2月26日－3月6日，日本电视台）：飾演 小嶋陽菜
- 马路须加学园2 第1話、第8話、最終話（2011年4月15日、6月3日、7月1日，東京電視台）：飾演 鳥居
- 原來是美男（2011年7月15日－9月23日，TBS電視台）：飾演 NANA[76]
- 小惠會使用魔法嗎?（2012年7月7日 －12月23日，日本電視台）：飾演 小惠（主演）[77]
- Priceless無價人生 第3集至最終集（2012年11月5日－12月24日 ，富士電視台）：飾演 富澤萌[78]
- So long ! 第3集（2013年2月13日，日本電視台）：飾演 小宮山薫 [79]
- WONDA×AKB48 短篇故事 幸運餅乾（日语：WONDA×AKB48 ショートストーリー「フォーチュンクッキー」#第1話 コジハラ）（2013年7月7日，富士電視台）：飾演 児島なぎさ[80]
- 福岡恋愛白書9 仰望月亮和太陽（2014年3月21日，九州朝日放送）：飾演 近藤亞紀
- 裁判長！肚子餓了！（日语：裁判長っ!おなか空きました!） 第23集（2014年3月30日，日本電視台）：飾演小嶋陽菜（本人）
- 青色火焰（2015年7月18日－9月27日，東京電視台）：飾演 凩マスミ[81]
- 馬路須加學園4 第1集（2015年1月19日，日本電視台）：飾演 Kojiharu
- 三個城市的物語 Episode3（2015年6月7日，TBS電視台）：飾演 及川千尋[82]
- 馬路須加學園5 第2集（2015年8月29日，日本電視台、Hulu）：飾演 Kojiharu
- AKB恐怖夜 腎上腺素之夜 第22集《討厭老師》（2015年12月17日，Hulu）：飾演 楓（單篇主演）[83]
- 陪酒須加學園 第4集（2016年11月27日，日本電視台）：飾演 昆布/Kojiharu[84]
- 豆腐職業摔角 第8集（2017年3月12日，朝日電視台）：飾演 小嶋陽菜[85]

### 電影
- 傳染歌 （2007年8月25日上映）：飾演 桐子（キリコ）
- 私立马鹿兰高校劇場版（2012年10月13日上映）：飾演 水原真里菜[86]
- 薔薇色的布子（2014年5月30日，東寶）：飾演 富裕的年輕女性[87]
- イイネ!イイネ!イイネ!（2017年6月24日，KATSU-do）：飾演 麻紀[88]

### 網路劇
- 言靈女們。（日语：言霊の女たち。）（2010年7月5日－26日，LISMO Channel）：飾演 （主演）
- 續・言靈女們。（日语：言霊の女たち。#続・言霊の女たち。）（2011年6月3日－24日，LISMO Channel）：飾演 （主演）[89]

### 衍生劇
- 麻友糖會使用魔法嗎？（2012年11月21日，發光體特典影像）：飾演 梅格坦[90][91]

## 電視節目

### 綜藝節目
- Harajukuロンチャーズ（2000年12月－2003年3月，BS朝日）
- 有吉AKB共和国（2010年3月29日－2016年3月29日，TBS）- 第一夫人（作為主持人常規出演）
- PON!（2010年4月2日－2018年9月26日，日本電視台）- 週三常駐來賓[92][93]
- 快餐咖啡店伊甸園（2012年10月22日－2013年3月25日，富士電視台）：飾演 なぎさ
- 愛賽馬!（2013年1月6日－2016年12月25日，富士電視台）- MC
- ダービー刑事（2014年5月19日－22日，富士電視台）
- 每個人的競馬（2016年1月10日－，富士電視台）- 不定期出演（節目單元來賓）
- 小嶋陽菜でございます！（2016年4月18日、25日 ，東京電視台）- 冠名節目[94]
- #Hi_Poul「神之間」（2016年11月4日－2017年10月13日[95]，富士電視台）- 單元主持[96]
- 馬好王国〜UmazuKingdom〜（2017年1月8日－2020年3月22日，富士電視台）- MC[97]
- コジハルタビ（2017年2月7日－28日，東京電視台）[98]

### 紀錄片
- AKB48幕後故事特別篇：小嶋陽菜，畢業所留下的東西（2017年4月17日，TBS / 完全版：19日，TBS頻道1）[99][100]

## 電台
- AKB48 喂！明天老時間。（日语：AKB48 明日までもうちょっと。）（2007年11月5日、26日，12月24日；2008年1月7日、28日，3月17日，4月14日，5月19日，6月16日，7月7日、21日；文化放送）
- No3b的「週刊no3部」（2009年10月9日 - 2016年12月25日，日本放送）
- 高橋南 小嶋陽菜 峯岸南 no3b的ALL NIGHT NIPPON R（日语：オールナイトニッポンR）（2009年11月28日、2010年4月23日，日本放送）
- AKB48的ALL NIGHT NIPPON（日语：AKB48のオールナイトニッポン）（2010年4月9日、6月4日、8月6日、9月24日、10月29日，日本放送）

## 廣告代言
- METAL GEAR SOLID HD EDITION（2011年11月 - 、科樂美數位娛樂）
- TSUBAKI（2011年12月9日 - 、資生堂）
- 美肌除毛刀（2012年2月11日 - 、Schick‧Japan）
- 東海堂月餅（2012年8月 - 、東海堂・香港）
- 電影「魔鏡，魔鏡」預告編（2012年9月上旬 - ）※旁白[101]
- 女性內衣PEACH JOHN （2013年2月 - 、)
- モバイルゲーム 「ダークサマナー」（2013年2月 - 、エイチーム）
- Kissmore（2014年2月 - 、アクシア）[102]
- 第一三共ヘルスケアの製品 トラフル軟膏「コジハル、トラフル」篇（2014年3月15日 - 、第一三共ヘルスケア）[103]
- BUYMA「世界を買える」扉篇、「小嶋陽菜×水着」篇（2015年6月16日 - 、enigmo）[104]
- 東海堂「美人の赤苺」（2016年1月6日 - 、東海堂・香港）

## 音樂錄影帶
- 再來杯香檳（2011年8月17日，SDN48・Under Girls A）
- 君と踊ろう（2014年4月30日，LUHICA（日语：LUHICA） feat. NABE）[105]
- 〜甘くて苦い〜 皮ごこち MV「皮ごこちを飲みたい」篇（2017年8月29日、キリンビール）- 《橘子醬男孩》的片頭主題曲〈想見微笑〉的改編歌曲[106]

## 網路限定
- 女警狀況外　網路特別篇（2007年10月1日，TBS BooBoBOX）
- Yahoo!ライブトーク（2008年1月8日、6月10日、11月22日，Yahoo! JAPAN）
- 小嶋陽菜にAKB48卒業ライブ前日にダメ元でオファーしたらOKしてくれましたSP（2017年2月20日，Abema GOLD）[107]

## 平面出版

### 寫真集
- Kojiharu（こじはる；2009年11月6日，集英社）[108]
- 女孩之神（女の子の神様；2011年3月15日，集英社）[109]
- 寫真書 Kojiharu（こじはる；2013年12月24日，講談社）[110][111]
- 要怎樣？（どうする?；2015年3月24日，寶島社）[112]
- 可能吧（かもしれない；2024年10月28日，寶島社）[113]

### 雜誌連載
- MAQUIA（2010年4月－，集英社）- 專屬模特兒
  - 「こじはるのときめきコスプレ★メイクアップ」
  - 「陽菜のリアルランウェイ」（2012年11月号－）[114]
  - 「小嶋陽菜 LOVES DOLCE& GABBANA BEAUTY」（2020年6月号 －）[115]
- sweet（寶島社）- 常規模特兒[6]

### 文庫
- 痴人之愛（谷崎潤一郎、2016年2月19日，宝島社文庫）- 封面[116]

### 年曆
- 小嶋陽菜 2010年年曆（2009年10月28日，ハゴロモ）
- 小嶋陽菜 2011年年曆（2010年10月13日，ハゴロモ）
- 小嶋陽菜 2012年年曆（2011年11月19日，ハゴロモ）
- 小嶋陽菜 2012 TOKYO約會日曆（2011年11月29日，ハゴロモ）
- 小嶋陽菜 2013年年曆（2012年11月30日，ハゴロモ）
- 小嶋陽菜 2013年桌曆（2012年12月7日，ハゴロモ）
- 小嶋陽菜 2014年桌曆、掛曆（2013年12月6日，ハゴロモ）

## 外部連結
- （日語）小嶋陽菜官方網站 - 尾木製作
- （日語）Haruna Kojima's Loves Item『harunakojima is』 - Mama & Son
- （日語）Mama & Son個人介紹頁 （页面存档备份，存于）
- （日語）尾木製作個人介紹頁
- （日語）AKB48個人介紹頁
- （日語）小嶋陽菜的X（前Twitter）（2010年4月19日－）
- （日語）小嶋陽菜的Instagram帳戶（2013年8月28日－）
- （日語）小嶋陽菜的Threads
- 小嶋阳菜HarunaKojima的新浪微博
- （日語）小嶋陽菜的TikTok
- 小嶋陽菜的哔哩哔哩个人空间
- （日語）YouTube上的HARUNA KOJIMA’s cat nap頻道
- （日語）小嶋陽菜的Facebook專頁
- （日語）小嶋陽菜 官方755 （页面存档备份，存于）
- （日語）小嶋陽菜的Google+
- 小嶋陽菜的Ameba部落格（日語）（2017年2月20日－）
- AKB48小嶋陽菜的Ameba部落格（日語）
- （日語）小嶋陽菜 官方部落格 - LINE BLOG
- （日語）no3b在Ameba的官方Blog （页面存档备份，存于） （2011年7月19日－）
- （日語）no3b在Oricon的官方Blog（2011年7月19日以前）
- （日語）こじはる♥日和 - MAQUIA ONLINE（2013年5月15日－2015年4月6日）
- （日語） こじはる♥日和 （页面存档备份，存于） - MAQUIA ONLINE（2015年4月20日－）
- （日語）Herlipto （页面存档备份，存于）
  - （日語）Herlipto的X（前Twitter）
  - （日語）YouTube上的Herlipto Official頻道